# 樂瑛
樂瑛（1904年3月25日—1974年12月4日） ，字潤之，號芝香館主 ，北京人，古琴演奏家，為二十世紀少數的女琴家之一， 琴藝出色 。曾任北京古琴研究會理事，出自同仁堂樂家。

## 生平
樂瑛生於山東濟南，父親為濟南宏濟堂創始人樂達聰（樂鏡宇，屬同仁堂三房）。二歲左右母親陳氏早逝，樂瑛由父親和奶媽養大。由於樂鏡宇喜好傳統文化，便為樂瑛從小安排了私塾，課程包含文學、繪畫、書法、古琴、崑曲、舞劍等等。當時的樂瑛喜歡琵琶，但因為父親認為格調不高而沒有繼續學習。
七歲時，舉家搬回北京，住在花枝胡同一號院，緊鄰濟南宏濟堂（樂家老鋪）北京分舖。樂鏡宇聘請京城古琴名師賈闊峰（黃勉之的弟子）至家中教授古琴，並向古玩商人張蓮舫購買古琴。樂瑛和大嫂顧凱芝、妹妹樂香岩及父親的第三任夫人郭榕一同學琴，表現比最早學琴的顧凱芝還好。十三歲時就參加賑災義演，當時演奏的〈漁樵問答〉獲得好評。
1920年代，樂瑛和汕頭人郭立宗相識、結婚，婚後郭立宗至上海圖書學校擔任事務主任，因而結識衛仲樂。
樂瑛一直住在花枝胡同一號院，生養了七名子女，平常愛好彈琴和繪畫。直到1954年受王世襄邀請參加北京古琴研究會，樂瑛才開始公開彈琴，並把樂香岩和郭榕介紹到琴會。1956年擔任琴會理事。1958年加入中國音樂家協會， 當時樂瑛常至中南海為周恩來和陳毅演奏。
樂瑛擅長演奏的曲目不少，包括〈滄海龍吟〉、〈岳陽三醉〉、〈列子御風〉、〈韋編三絕〉、〈漁樵問答〉、 〈平沙落雁〉、〈秋塞吟〉、〈陽關三疊〉、  〈欸乃〉、〈廣陵散〉、〈流水〉、〈鷗鷺忘機〉、〈風雷引〉、〈胡笳十八拍〉、〈高山〉、〈梅花三弄〉、〈普庵咒〉、〈蝶戀花〉（移植曲） 等。
1956年到1962年間曾在北京古琴研究會活動中演出〈滄海龍吟〉、〈漁樵問答〉、〈岳陽三醉〉等曲，並參與1958年的〈東方紅〉、〈四大景〉兩曲的電視廣播。至1963年已打譜〈列子御風〉和〈大雅〉二曲，並擬定要打譜〈塞上鴻〉與〈漢宮秋〉。
樂瑛與溥雪齋、汪孟舒、李伯琴等人私交不錯，也曾讓管平湖、王迪住在家中約兩年。
1966年8月，樂瑛家遭受文革浩劫，其收藏的十多張古琴和各種古玩在內的財產被一掃而空， 她最愛的明琴「雪夜冰」從此下落不明。
1974年12月4日因肺病導致心力衰竭，在北京同仁醫院去世，享年70歲。

## 作品

### 錄音
| 曲目                                                | 收錄專輯                              | 發行日期 | 發行公司               | 備註                             |
| --------------------------------------------------- | ------------------------------------- | -------- | ---------------------- | -------------------------------- |
| 〈韋編三絕〉 〈滄海龍吟〉 〈岳陽三醉〉 〈列子御風〉 | 《中國音樂大全．古琴卷》              | 1994     | 中國唱片               | 1950年代錄音，使用明琴「雪夜冰」 |
| 〈岳陽三醉〉 〈滄海龍吟〉 〈平沙落雁〉 〈韋編三絕〉 | 《丝桐神品——古琴（1950—1970）》（捌） | 2019     | 人民音樂電子音像出版社 | 1950年代錄音，使用明琴「雪夜冰」 |

## 外部連結
- YouTube上的樂瑛演奏之〈韋編三絕〉 ，收錄於《中國音樂大全‧古琴卷》
- YouTube上的樂瑛演奏之〈滄海龍吟〉 ，收錄於《中國音樂大全‧古琴卷》
- YouTube上的樂瑛演奏之〈岳陽三醉〉，收錄於《中國音樂大全‧古琴卷》
- YouTube上的樂瑛演奏之〈列子御風〉 ，收錄於《中國音樂大全‧古琴卷》